# 34-й Нью-Йоркский пехотный полк
34-й Нью-Йоркский добровольческий пехотный полк (англ. 34th New York Volunteer Infantry Regiment), — один из пехотных полков армии Союза во время Гражданской войны в США. Полк был сформирован в апреле 1861 года, прошёл все сражения от сражения ри Бэллс-Блафф до чанселорсвиллской кампании. Полк был расформирован 30 июня 1863 года из-за истечения сроков службы, часть его рядовых перешла в 82-й Нью-Йоркский пехотный полк.

## Формирование
Полк был сформирован в Олбани под руководством полковника Уильяма Лэдью и принят на службу штату 24 мая 1861 года. 15 июня 1861 года он был принят на службу в армию США сроком на 2 года. В состав полка вошла часть 38-го Нью-Йоркского полка ополчения штата. Роты полка были набраны в основном: А — в Вест-Трой, В — в Литл-Фолс, С — в Грейсвилле и Норвей, D — в Чамплейне, F и G — в Херкимере, Н — в Кроун-Пойнт, I — в Хаммондспорте, К — в Селсбери.
Первым командиром полка стал полковник Уильям Ледью, подполковником — Джеймс Суитер, майором — Байрон Лафлин.

## Боевой путь

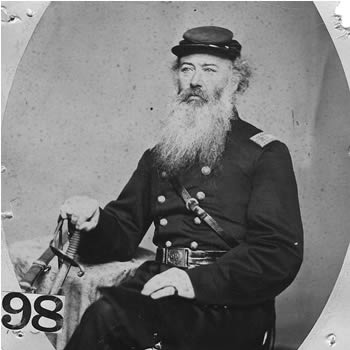
Полковник Джеймс Суитер

3 июня полк покинул штат и отправился по железной дороге через Нью-Йорк, Филадельфию и Балтимор в Вашингтон, куда прибыл 5 июля и был размещён в укреплениях города, а 7 июля перемещён на высоты Калорама. 21 июля мушкеты образца 1842 года были заменены на винтовки Энфилда.
4 августа полк был включён в бригаду Стоуна (в составе Потомакской дивизии) и использовался для пикетной службы на реке Потомак. В сентябре в ходе перестрелок у Сенека-Миллс были убиты рядовые Уильям Бейли и Оливер Дарлинг. В октябре полк числился в бригаде Гормана. В октябре, когда началось сражение у Бэллс-Блафф, полк на лодках переправился через Потомак у Эдвардс-Ферри, чтобы помочь отступающей армии.